# Castanospermum australe
Castanospermum australe là một loài thực vật có hoa trong họ Đậu. Loài này được A.Cunn. & C.Fraser miêu tả khoa học đầu tiên. Chúng là loài bản địa của bờ biển phía đông của Úc tại Queensland và New South Wales, và các đảo Vanuatu, Nouvelle-Calédonie.

## Sinh trưởng
Đây là cây thường xanh loại lớn, cao đến 40 mét (130 ft). Lá cây dài khoảng 15 xentimét (5,9 in) và rộng 6–7 xentimét (2,4–2,8 in). Hoa có hai màu là vàng và đỏ, dài 3–4 xentimét (1,2–1,6 in). Quả hình trụ, dài 12–20 xentimét (4,7–7,9 in) với đường kính 4–6 xentimét (1,6–2,4 in) chia thành 3 đến 5 ngăn.

## Sử dụng
Hạt có độc tố nhưng có thể ăn được nếu nghiền thành bột, lọc với nước và rang lên. Gỗ cũng sử dụng được.

## Hình ảnh

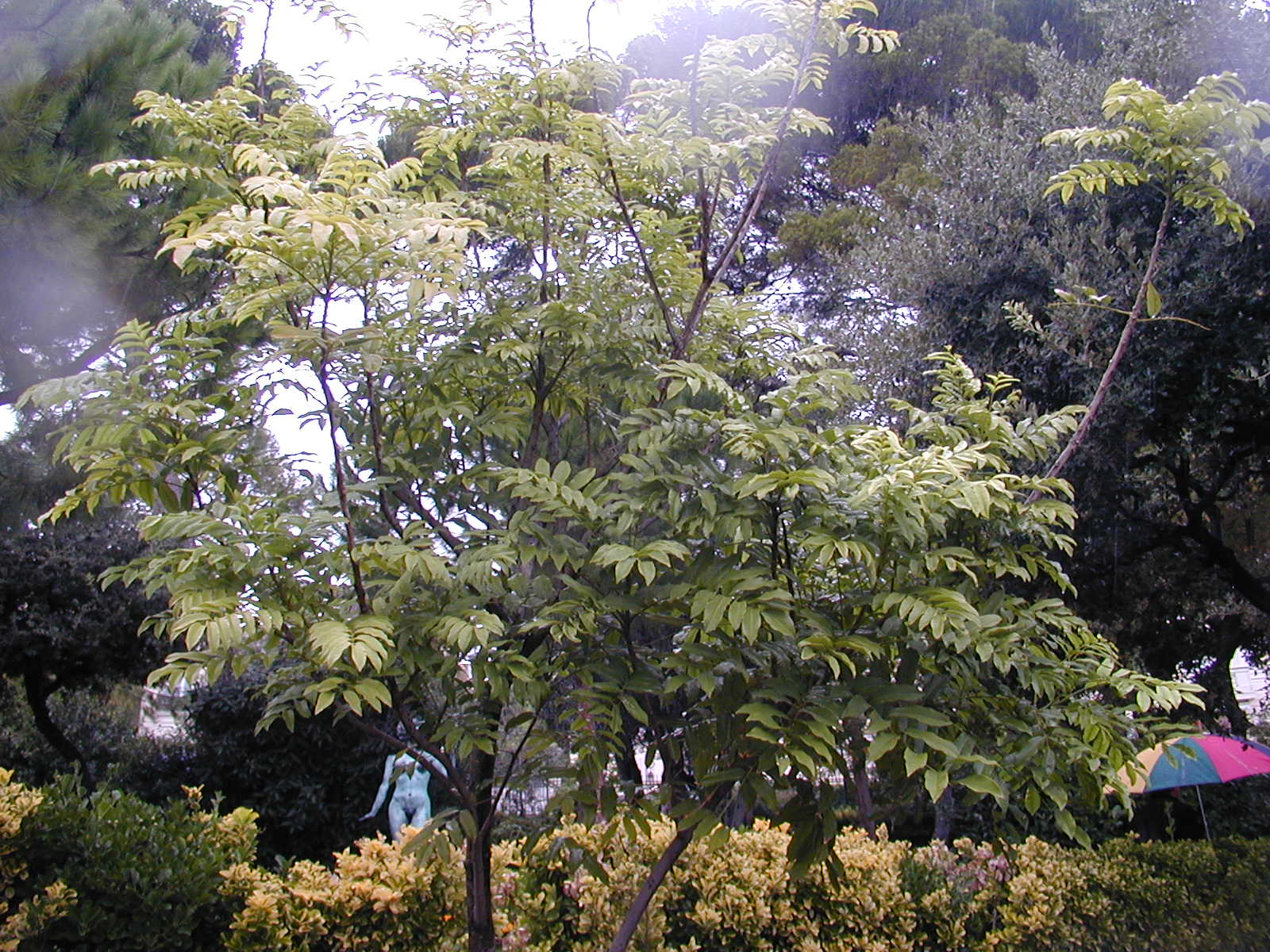
Cây con
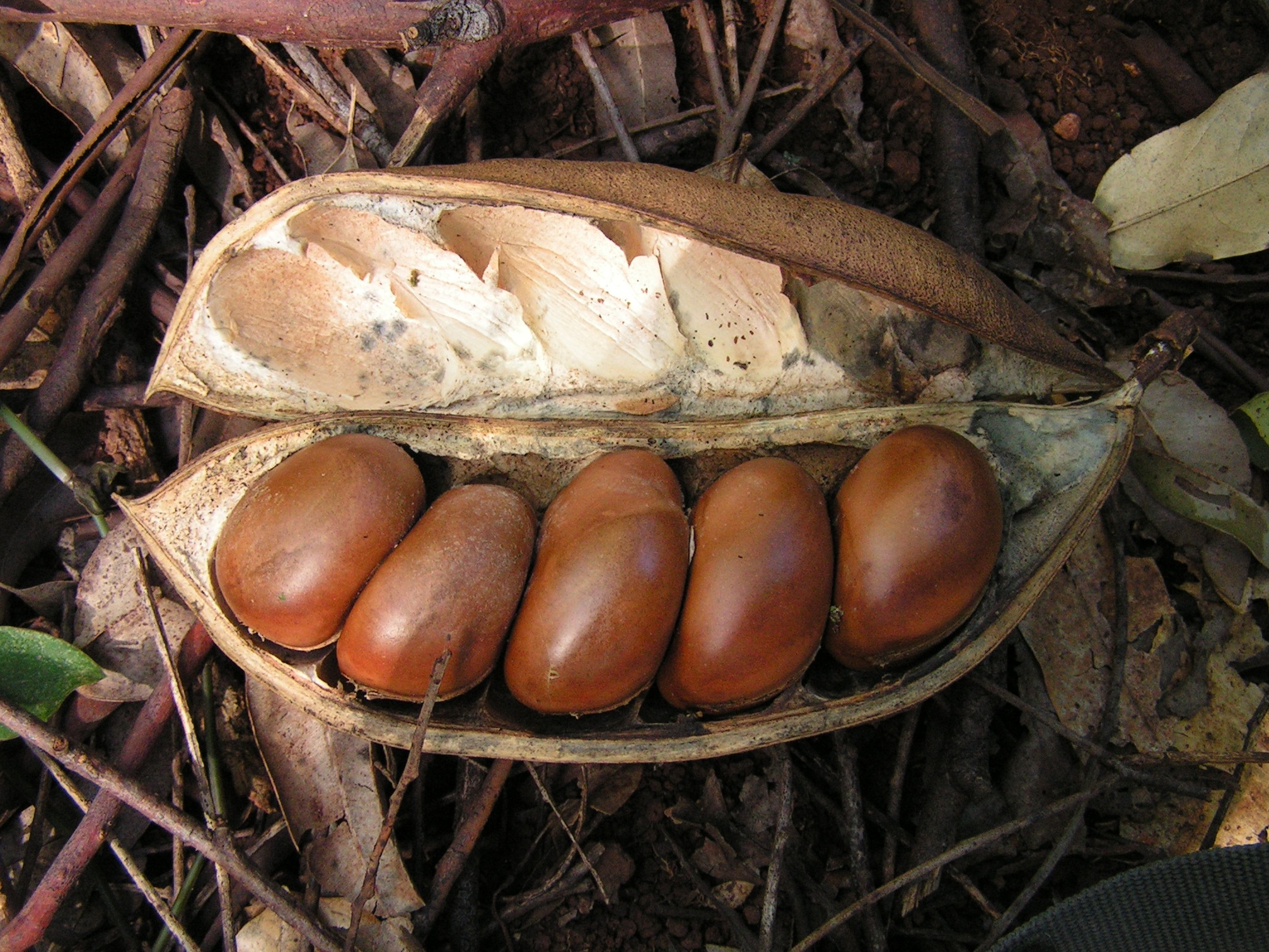
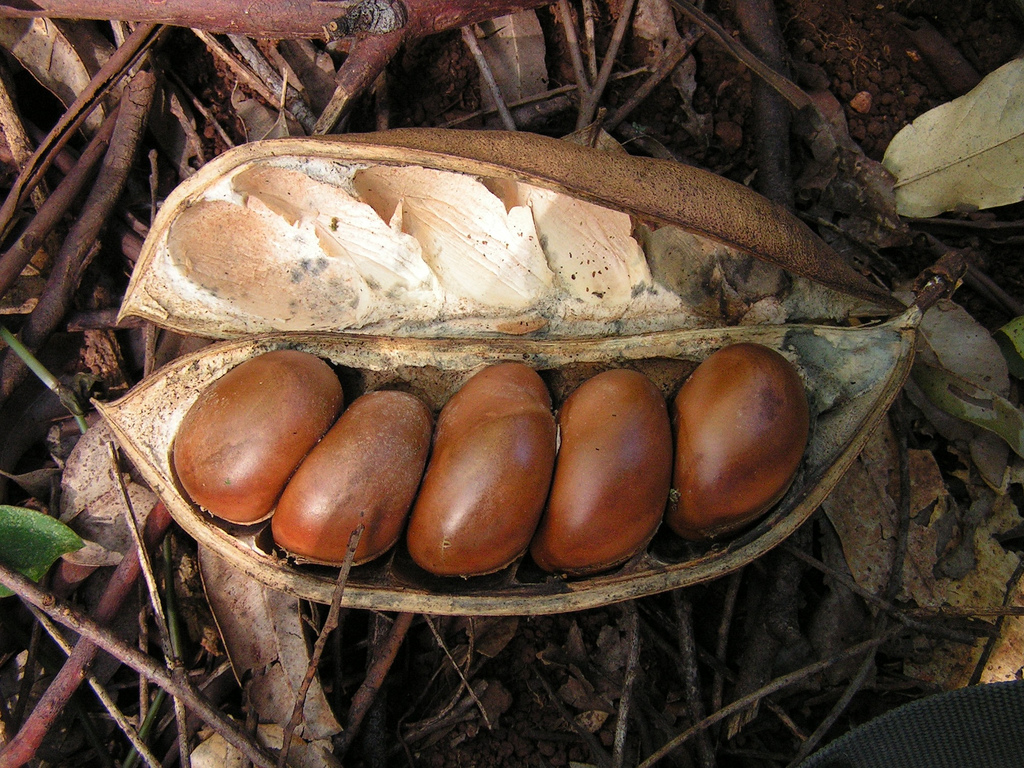
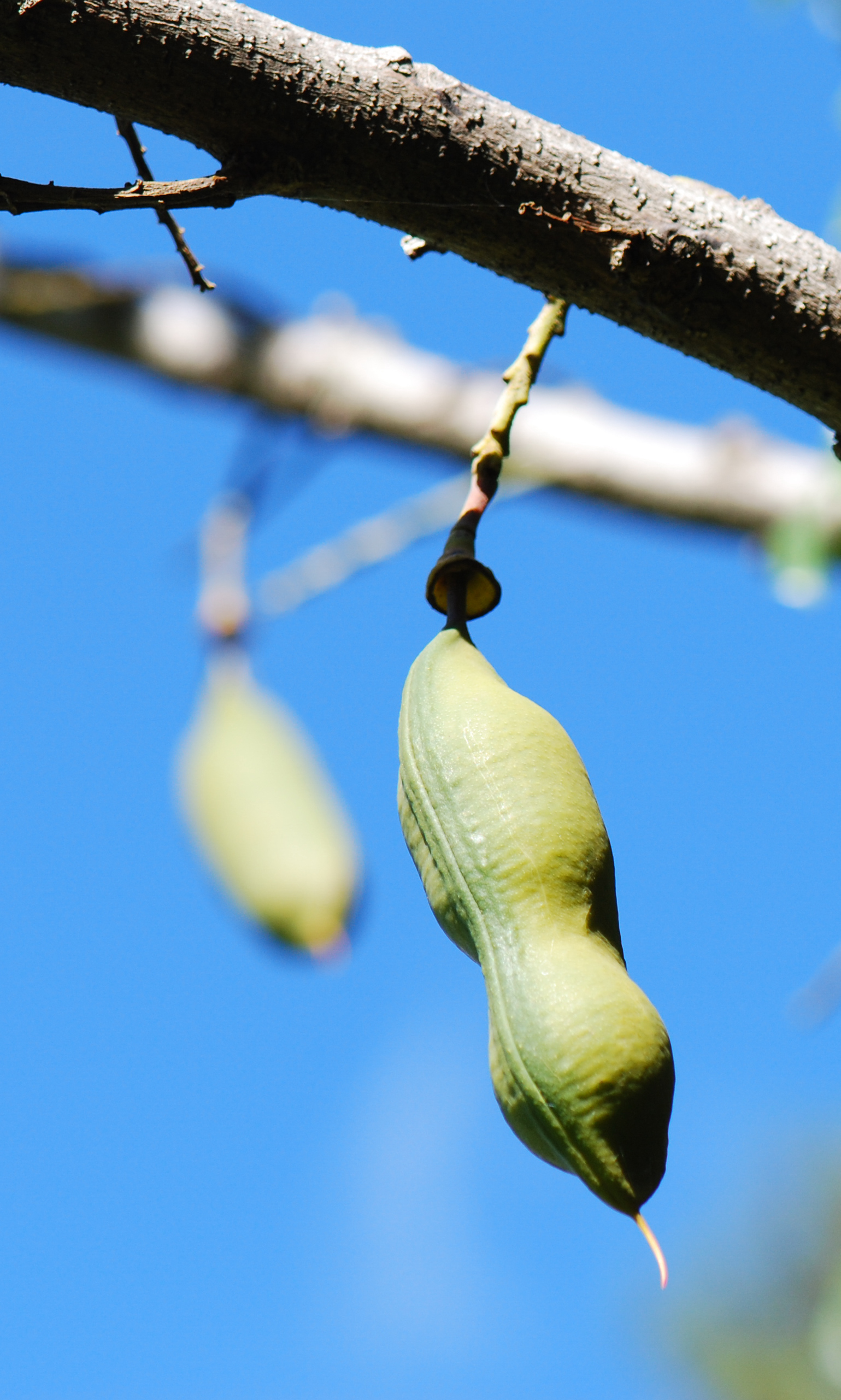
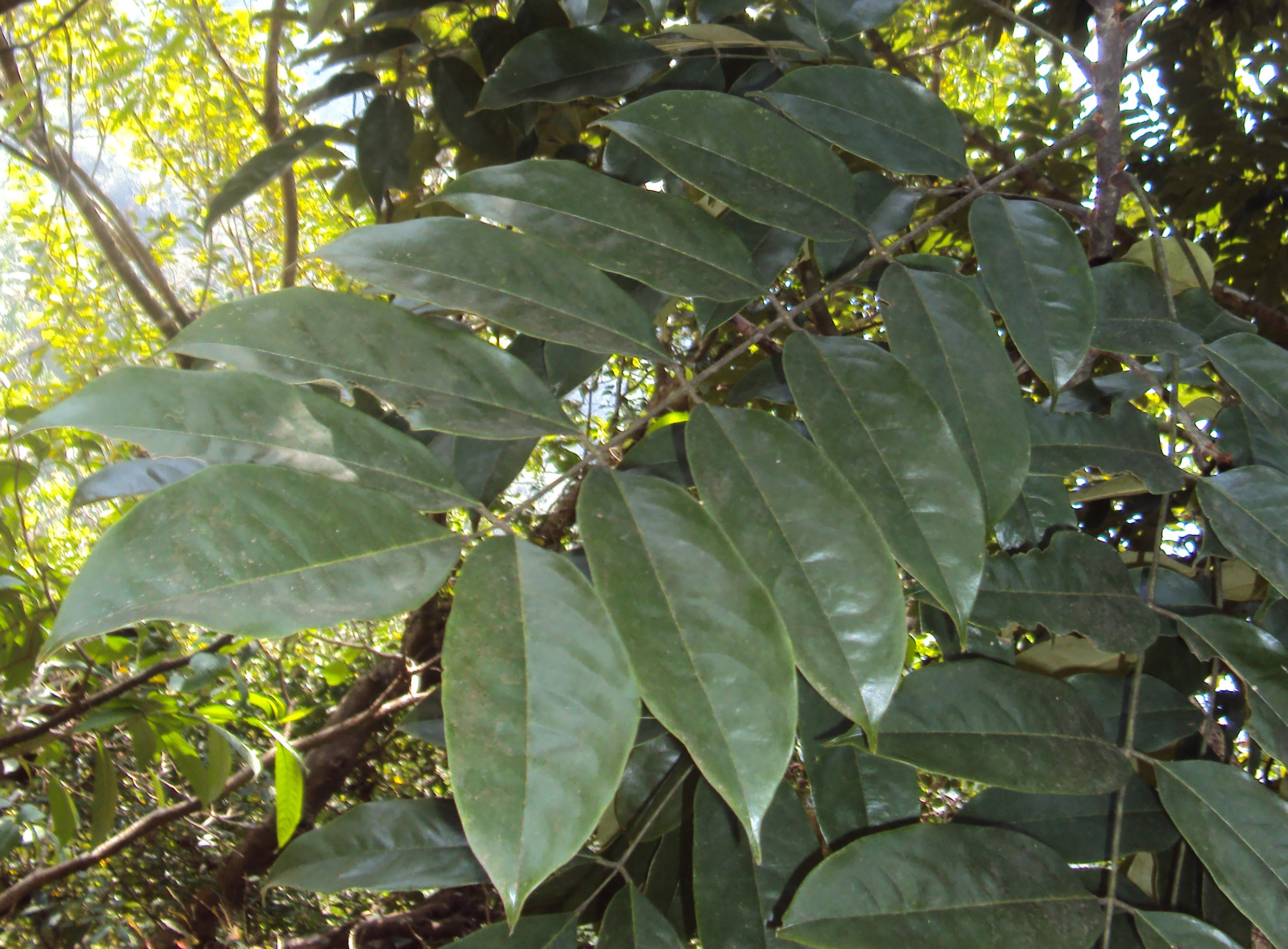
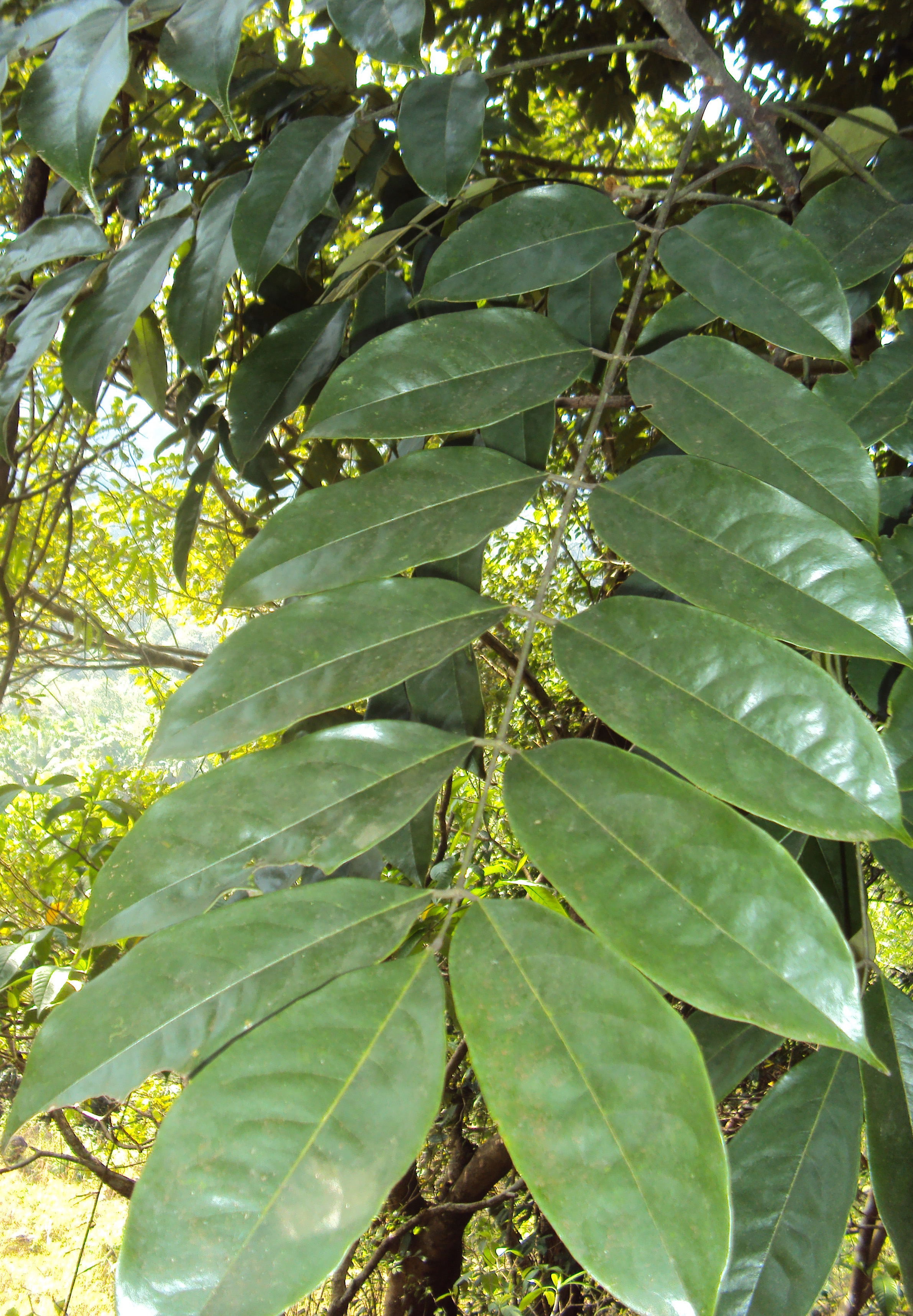
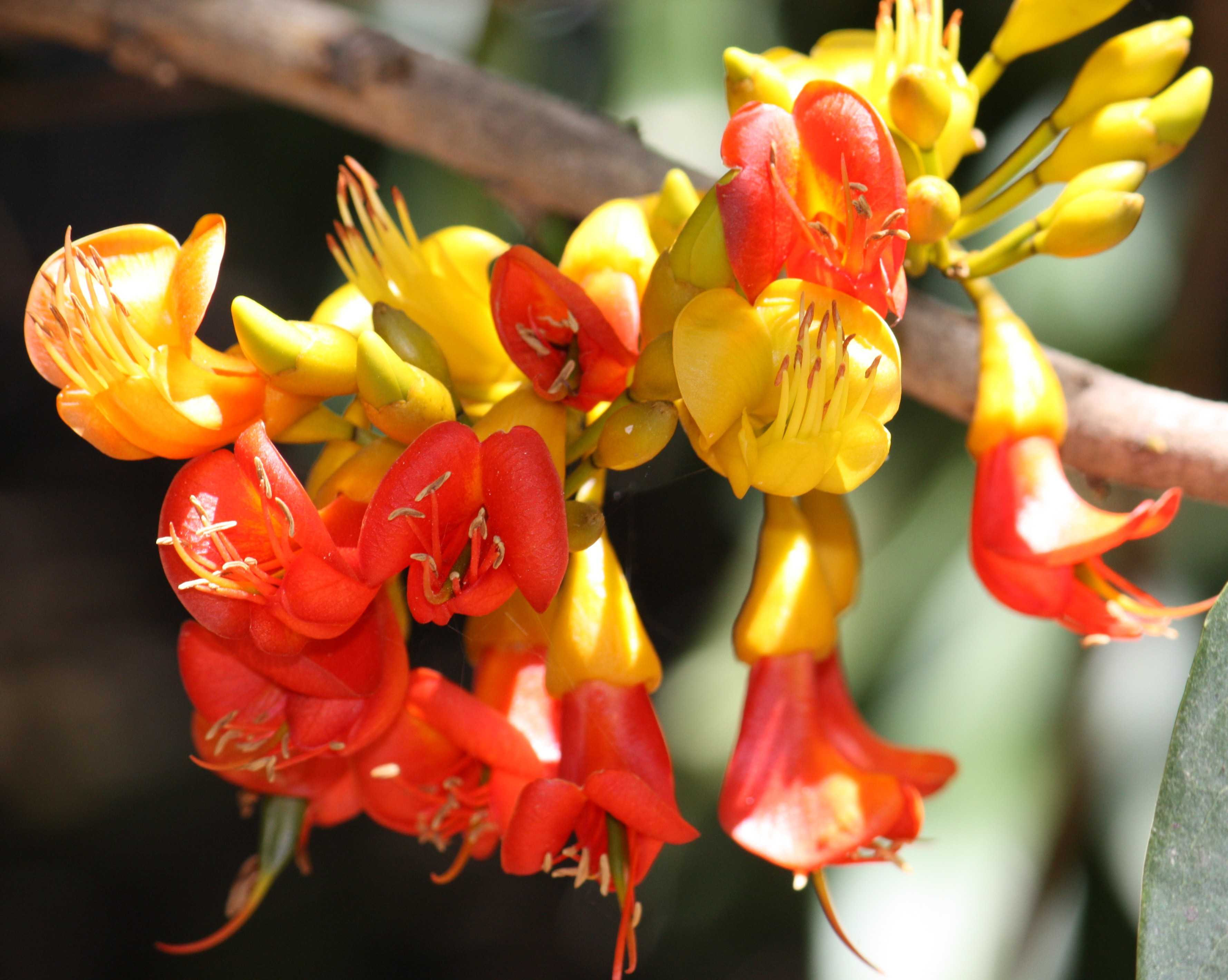
Hoa